# Earliest Bee Gees With And By Others
A Earliest Bee Gees With And By Others című lemez a Gibb fivérek korai számait tartalmazó, de más előadók előadásában rögzített dalok válogatáslemeze.

## Az album dalai
CD 1
1. All My Christmases – The Majority
2. Back To The People (Maurice Gibb, Lauwrie) – Bev Harrell
3. Bad Girl – Dennis Williams And The Delawares
4. Beach Ball – Jimmy Hannan
5. Four Faces West – Lori Balmer
6. Gilbert Green – Gerry Marsden
7. Grease – Norwegian Version
8. Help Me – Instrumental
9. Hokey Pokey Stomp – Jimmy Hannan
10. House Of Lords – The Monopoly
11. I've Gotta Get A Message To You – José Feliciano
12. If I Were The Sky – Peter Maffay
13. In The Garden Of My Home – Esther & Abi Ofarim
14. Love Me – Yvonne Elliman
15. Mando Bay – Peter Maffay
16. Maypole Mews – David Garrick
17. Neither Rich Nor Poor – Richard Wright Group
18. No Other Heart – Vic Lewis
19. Run To Me – Dionne Warwick & Barry Manilow
20. Smile For Me – The Tigers
21. Stomp The Australia Way – Tony Brady

CD 2
1. Surfer Boy – Noeleen Batley
2. That's What I'll Give To You – Jimmy Boyd
3. They Say – Dennis Williams And The Delawares
4. They'll Never Know – Wayne Newton
5. To Love Somebody – Jimmy Sommerville
6. Too Late To Come Home – Ray Brown
7. Why Do I Cry – Vyt
8. You – John Hamilton
9. You Do Your Loving With Me – Lynne Fletcher
10. You Gotta Have Love – Jimmy Hannan
11. You Make Me Happy – Jimmy Hannan

## Közreműködők
- a számok mellett feltüntetett előadók